# Sergeý Wladimirsew
Sergeý Wladimirsew (russisch Сергей Владимирцев Sergei Wladimirzew, englisch Sergey Vladimirtsev; * 26. Dezember 1953) ist ein ehemaliger turkmenischer Sprinter, der für die Sowjetunion startete.
Bei den Leichtathletik-Europameisterschaften 1978 in Prag gewann er Bronze in der 4-mal-100-Meter-Staffel.

## Persönliche Bestzeiten
- 100 m: 10,50 s, 3. Juni 1978, Sofia
- 200 m: 21,21 s, 4. Juni 1978, Sofia (turkmenischer Rekord)